# سیارک ۳۴۱۹
سیارک ۳۴۱۹ (به انگلیسی: 3419 Guth، نامگذاری:1981JZ) سه هزار و چهارصد و نوزدهمین سیارک کشف شده‌است که در ۸ مه ۱۹۸۱ کشف شد.
قدر مطلق سیارک برابر ۱۰٫۷۰ است.